# L'ordine del tempo (film)
L'ordine del tempo è un film italiano del 2023 diretto da Liliana Cavani e liberamente ispirato all'omonimo saggio di Carlo Rovelli, che ha svolto anche il ruolo di consulente scientifico all'interno del film.

## Trama
Un gruppo di amici di vecchia data si ritrova per un breve periodo di vacanza ospitati presso la villetta al mare di due di loro e della loro figlia adolescente. 
L'arrivo di vaghe e incerte notizie su una possibile imminente fine del mondo, oltre che preoccupare tutti, sconvolgendo equilibri consolidati, li induce a riflettere sulle loro vite passate e presenti, con prese di coscienza e confessioni reciproche.
In una villa al mare a Sabaudia, un gruppo di amici si riunisce per festeggiare il cinquantesimo compleanno di Elsa. Tra loro ci sono suo marito Pietro Balestrieri, il fisico Enrico, Paola con il marito Viktor, Greta con il compagno psicanalista Jacob, la ricercatrice Giulia Dufour, la giornalista Jasmine, Isabel e Anna. Suor Raffaella, una monaca Clarissa, appare in momenti chiave della storia.
La serata sembra procedere normalmente tra risate, conversazioni profonde, fino a quando prima Enrico e poi Giulia rivelano una notizia sconvolgente: l’asteroide Anaconda è in rotta di collisione con la Terra e l’impatto è imminente. Questa rivelazione trasforma la serata in un momento di riflessione collettiva, dove ciascuno dei presenti deve confrontarsi con i propri rimpianti, speranze e segreti.
Pietro ed Elsa cercano di mantenere la calma mentre si rendono conto delle vite che potrebbero essere spazzate via. Enrico, da sempre innamorato di Paola, deve affrontare la realtà del marito di lei, Viktor. Greta e Jacob, così come gli altri ospiti, navigano tra emozioni contrastanti e confessioni intime.
Il tempo, in questo contesto, assume un ritmo imprevedibile: si dilata e si contrae, scandendo gli ultimi momenti di un’umanità che si aggrappa agli affetti e ai ricordi in una “Apocalisse”, dove i personaggi oscillano tra la disperazione e la speranza, tra l’inevitabile fine e la voglia di vivere fino all’ultimo istante.
In questo scenario, le coppie si formano, si rompono e si riformano, riflettendo sulla fragilità della vita e sull’importanza di ogni singolo momento.

## Produzione
Le riprese del film si sono svolte tra settembre e ottobre 2022 a Sabaudia.

## Distribuzione
Il film è stato presentato fuori concorso all'80ª Mostra internazionale d'arte cinematografica di Venezia il 30 agosto 2023 e distribuito nelle sale italiane a partire dal giorno successivo.